# Cuisine iranienne
 (mai 2017).
Si vous disposez d'ouvrages ou d'articles de référence ou si vous connaissez des sites web de qualité traitant du thème abordé ici, merci de compléter l'article en donnant les références utiles à sa vérifiabilité et en les liant à la section « Notes et références ».

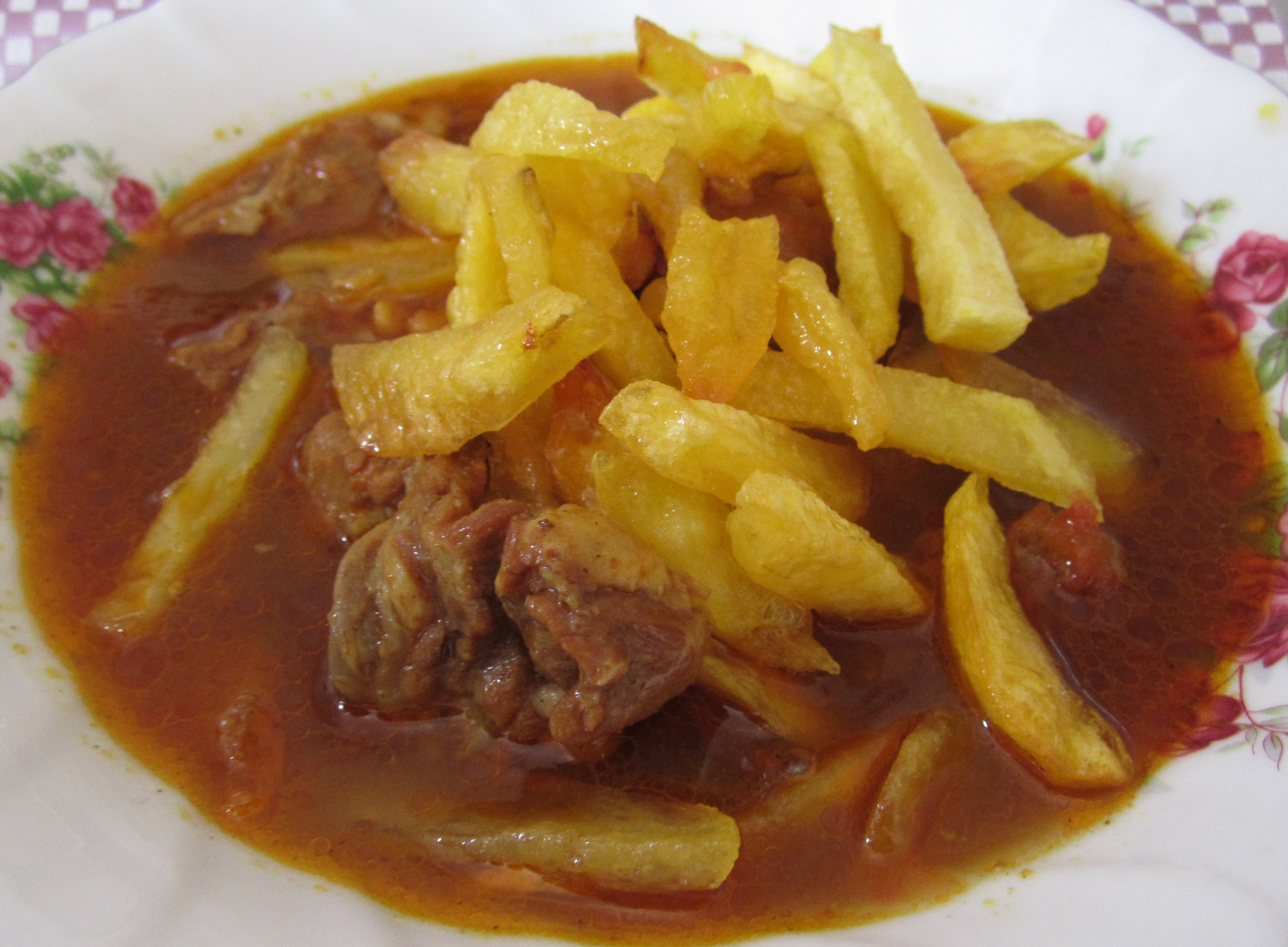
Khorèch-é-gheymé.

La cuisine d'Iran est diverse, chaque province ayant ses propres plats aussi bien que ses styles et traditions culinaires, distincts selon leurs régions.
Cela inclut une grande variété de plats comme le tchelow kabab (en) (du riz pilaf avec des brochettes de viandes), tchelow khoresht (du riz blanc servi avec un ragoût) comme ghormeh sabzi, gheimeh et autres), ash (une soupe épaisse), koukou (une sorte de tarte-omelette à base de légumes et/ou de viande), polow (du riz cuit avec de la viande et/ou de légumes et des herbes, dont le loubia polow (riz avec haricots verts), albalou polow (riz avec des cerises griottes), addasse polow (riz aux lentilles et raisins secs), baghla (baghali) polow (riz avec des fèves et de l'aneth servi avec de la viande ou du poulet), zereshk polow (riz safrané avec des baies d'épine-vinette) sucrées, servi souvent avec du poulet).
Les koufteh (diverses boulettes de viandes avec des herbes) et un grand nombre d'assaisonements (torchi), salades, pâtisseries et de boissons spécifiques aux différentes régions d'Iran. La liste des recettes iraniennes, des entrées et des desserts, est extensive.
Les herbes sont très utilisées, de même que les fruits tels que les prunes, grenades, raisins, coings ou autres. La plupart des plats sont une combinaison de riz préparé à l'iranienne avec de la viande, poulet, agneau ou poisson et beaucoup d'ail, d'oignon, de légumes, de noix et de fines herbes. Des condiments tels que le safran, les limes séchées, la cannelle et le persil sont délicatement mélangés et utilisés dans des plats spéciaux.

## Table traditionnelle iranienne

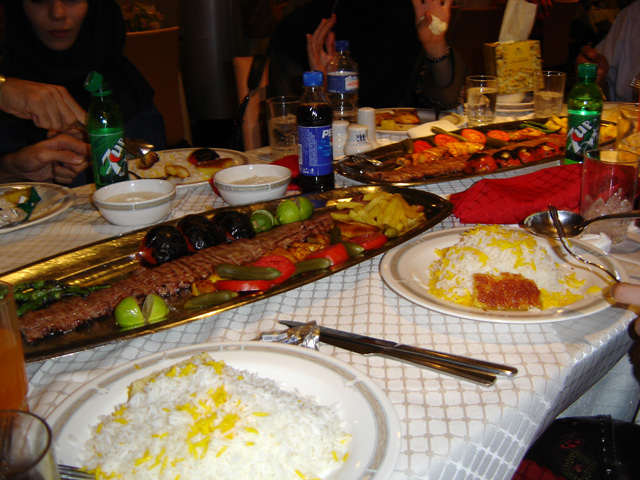
Dressage de table typique pour un plat iranien populaire, le tchelo kabāb.

La configuration de table traditionnelle iranienne implique premièrement la nappe, appelée sofreh, qui est étendue par terre sur un tapis persan ou une table. Les plats principaux sont concentrés au centre, entourés de plats plus petits contenant les entrées, les condiments (torchi), les accompagnements ainsi que le pain (nan), qui sont tous rapprochés des convives. Ces derniers plats sont appelés mokhalafat (« accompagnements »). Quand la nourriture a été amenée, on invite tous les convives assis autour du sofreh à se servir.

## Accompagnements essentiels
Certains accompagnements sont essentiels pour chaque Iranien au déjeuner, nahar, et au dîner, sham, quelle que soit la région. Ceux-ci incluent, avant tout, un plat de fines herbes fraîches, appelé sabzi (basilic, coriandre, estragon, persil…), différents pains plats appelés nan ou noun (sangak, lavash, barbari), du fromage (nommé panir, similaire à la feta), des concombres, des oignons et des tomates épluchés et tranchés, du yaourt et du jus de citron. Les conserves au vinaigre (khiyarshour pour les cornichons, torchi pour d'autres mélanges) sont aussi considérées comme essentiels dans la plupart des régions. Le torshi est une spécialité de légumes frais coupés en fins morceaux, assaisonnés et conservés dans du vinaigre.
Le thé (tchaï) est servi au petit déjeuner et immédiatement avant et après chaque repas au déjeuner et au diner mais aussi tout le long de la journée. Les méthodes traditionnelles de préparation et de dégustation du thé diffèrent selon les régions et les gens. Il peut être sucré au moyen du nabat.

## Variétés de riz

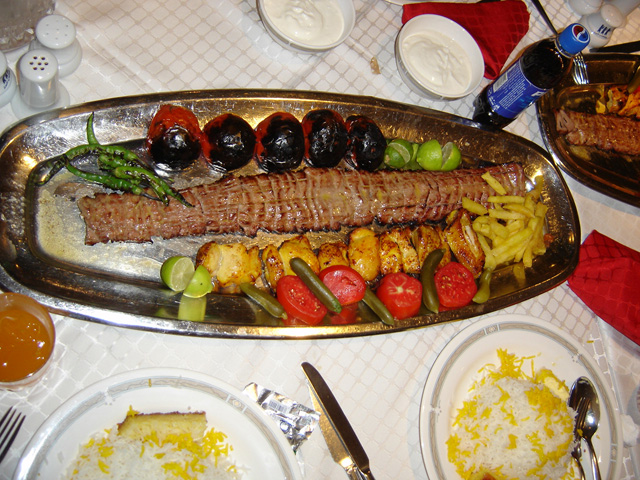
L'omniprésent kabab persan est souvent servi avec à la fois du riz normal et un riz (sous forme de gâteau jaune) appelé tahtchine.

On pense que le riz (berendj en persan) a été amené en Iran depuis l'Asie du Sud-Est ou depuis le sous-continent indien en des temps reculés. Les variétés de riz en Iran incluent le tchampa, le rasmi, l'anbarbou, le mowlaï, le sadri, le khandjari, le shekari, le doudi, et d'autres encore. Le riz basmati venant d'Inde est très similaire aux variétés perses et est facilement trouvé en Iran. Traditionnellement, le riz était l'accompagnement dominant dans le nord de l'Iran, alors que le pain était majoritaire dans le reste du pays.

### Méthodes de cuisson du riz en Iran
Il y a quatre méthodes principales pour cuire du riz en Iran :
- tchelow : riz préparé en le lavant puis en le faisant bouillir, puis égoutté afin que le riz finisse de cuire à la vapeur. Cette méthode donne un riz exceptionnellement aéré dans lequel les grains sont séparés et ne collent pas. Cette méthode permet aussi d'obtenir une couche de riz croustillant au fond du plat de cuisson appelé tah-digh (littéralement « fond du pot ») qui est populaire parmi les enfants iraniens. Cette cuisson du riz est la plus raffinée et difficile, car elle demande un temps de cuisson spécifique,
- polow : riz préparé de la même manière que le tchelow, mais après l'égouttage du riz, d'autres ingrédients sont ajoutés à celui-ci et ensuite cuits ensemble à la vapeur,
- kateh : le riz est cuit jusqu'à ce que toute l'eau soit absorbée. C'est aussi le plat traditionnel du Guilan (décrit en détail plus bas). Les grains sont plus collés mais restent légers, grâce à la finesse du riz utilisé,
- dami : cuit pratiquement de la même façon que le kateh, sauf que la chaleur est réduite juste avant l'ébullition et un torchon est placé entre le couvercle et le plat de cuisson pour éviter que la vapeur ne s'échappe.

## Variétés de pain
Il y a quatre sortes principales de pain non levé iranien :
- nan-e barbari : épais et de forme ovale,
- nan-e lavash : fin, croustillant et rond ou ovale, c'est aussi la plus vieille forme de pain connue au Moyen-Orient et en Asie centrale,
- nan-e sangak : pain, fait de farine de blé entier, de forme ovale cuit sur des pierres de petite taille (sang signifiant « pierre » en persan),
- nan-e taftoun : fin, souple et rond.

Les autres sortes de pain incluent :
- nan-e shirmal : fait exactement comme le barbari, sauf que du lait est utilisé à la place de l'eau, qu'un peu de sucre est ajouté ; il est mangé au petit déjeuner ou avec du thé,
- nan-e guissou : un pain d'origine arménienne doux, aussi consommé le matin ou avec du thé au cours de la journée.

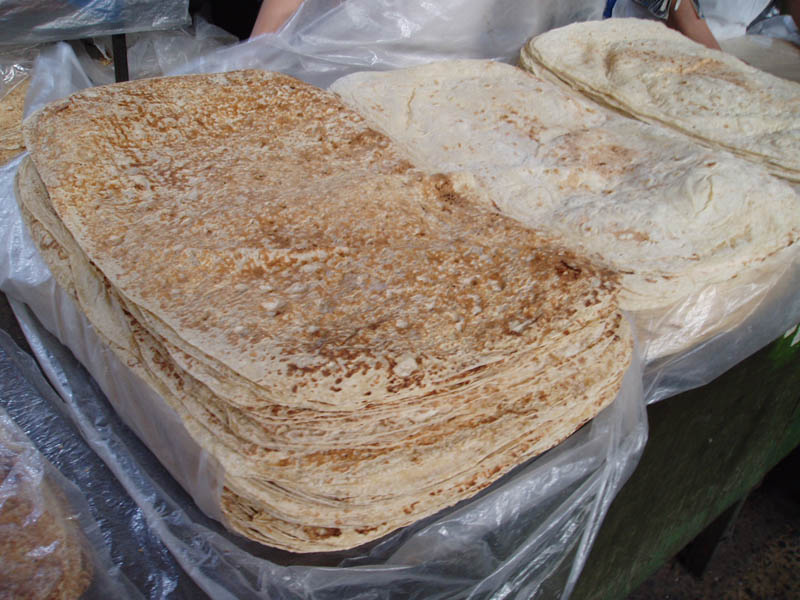
Nan-e lavash.
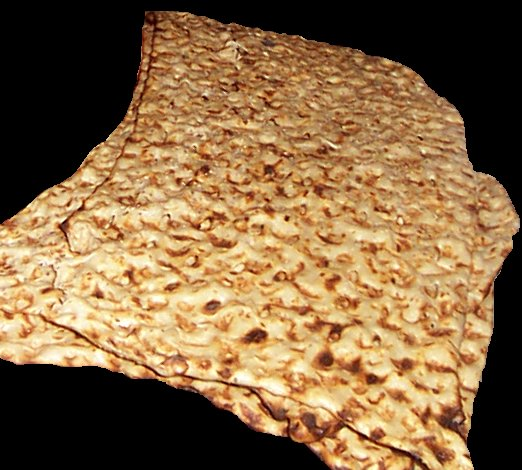
Nan-e sangak.
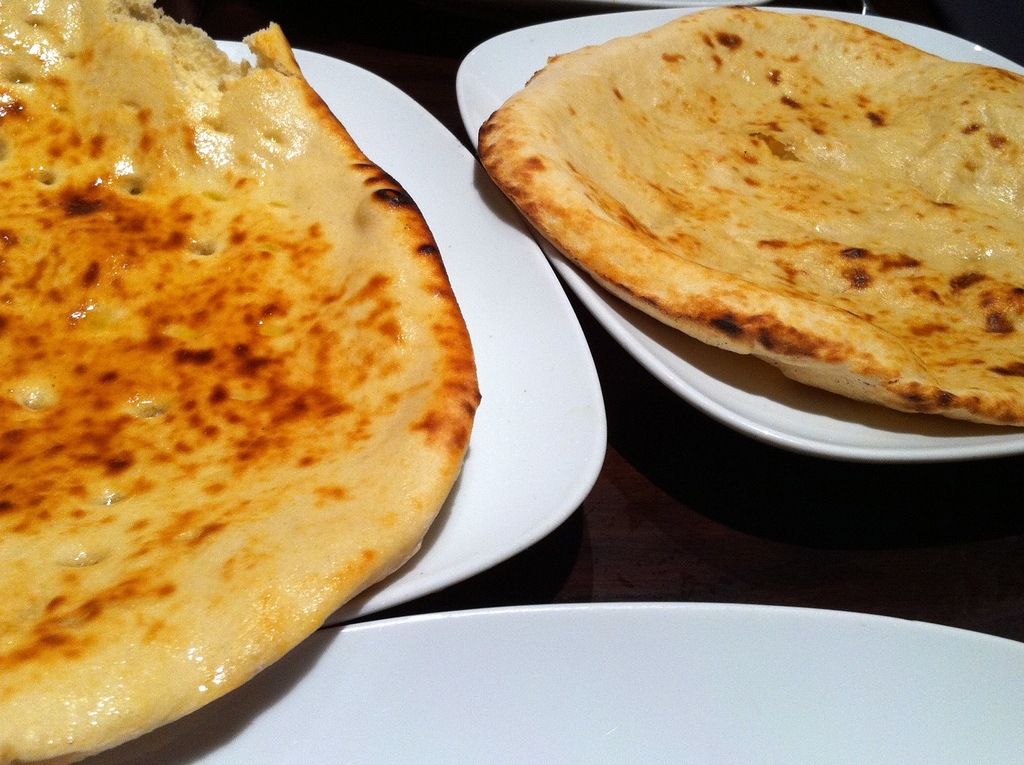
Nan-e taftoun.
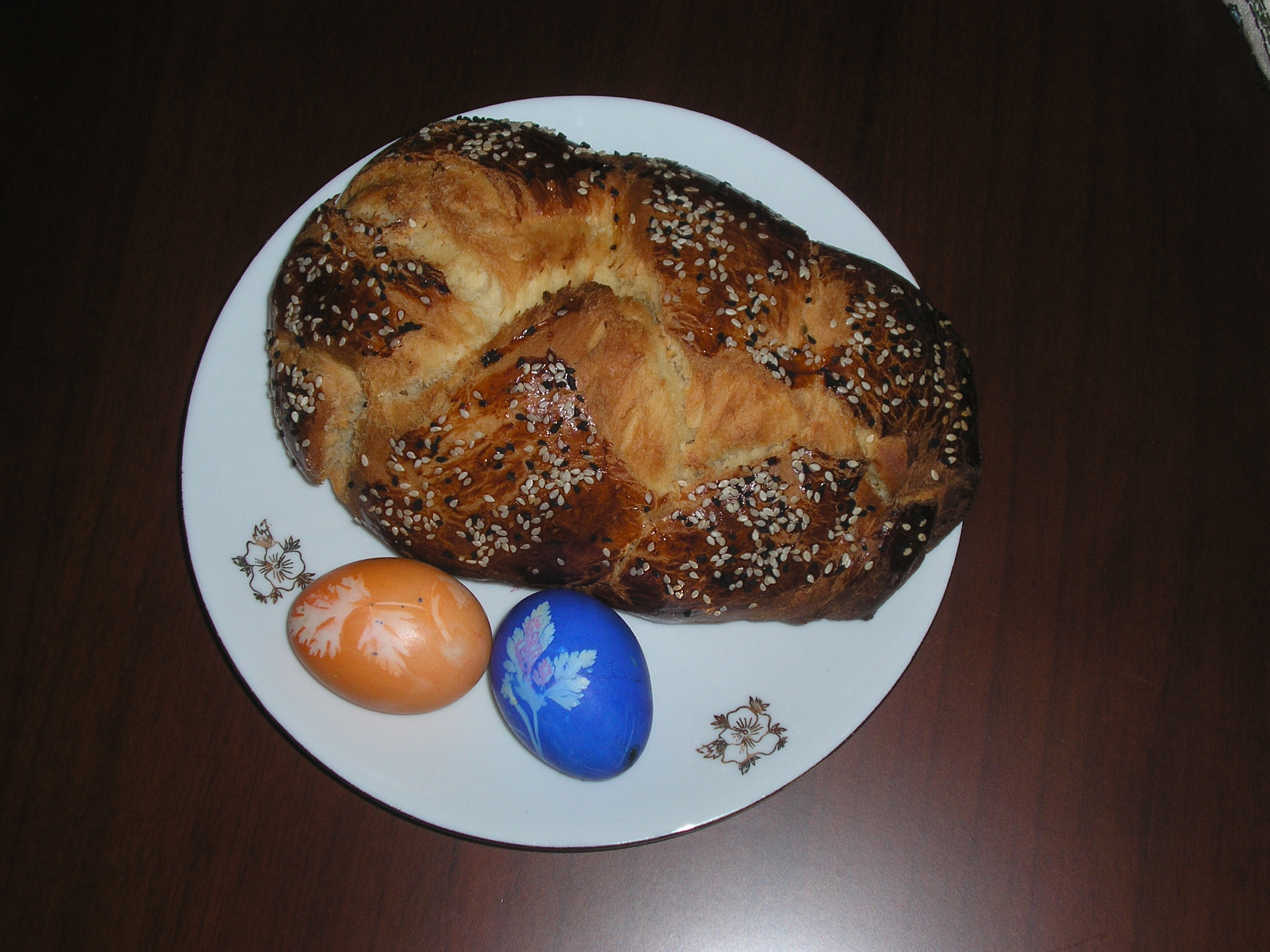
Nan-e guissou.
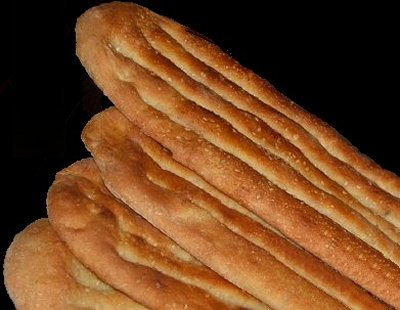
Nan-e barbari.

## Potages
- Ach-é rechteh (آش رشته)[1] : potage à base de nouilles, d'herbes, de céréales et de lait caillé.
- Ach-é djou (آش جو)[2] : potage à base d'orge, de céréales, d'herbes et de lait caillé.

## Soupes
Soup-é djo (سوپ جو) : soupe à base d'orge, de lait ou de concentré de tomate et de bouillon de volaille.

## Cuisines régionales

### Guilan
Le kateh est le plat traditionnel du Guilan ; c'est un simple riz iranien cuit avec de l'eau, du beurre et du sel jusqu'à ce que l'eau soit complètement absorbée. Cette méthode donne un riz sous forme de bloc et qui est le style dominant de préparation de riz dans la région de la mer Caspienne. Au Guilan, Golestan et au Mazandaran Le kateh n'est pas fréquemment servi dans d'autres parties d'Iran, mais est couramment servi.
La variété de riz originaire du Guilan, Mazandaran et Golestan, où elle a été cultivée depuis le IVe siècle av. J.-C., est considérée comme la meilleure en Iran.
Les plats typiques du Guilan sont souvent à base de mélasse de grenade, ce qui leur donne un goût aigre-doux. L'une de ces spécialités est zeitoun parvardeh (des olives remplies de mélasse de grenade, des noix et de l'ail broyés et des herbes). Elle est servie comme apéritif ou accompagnement.

### Azerbaïdjan

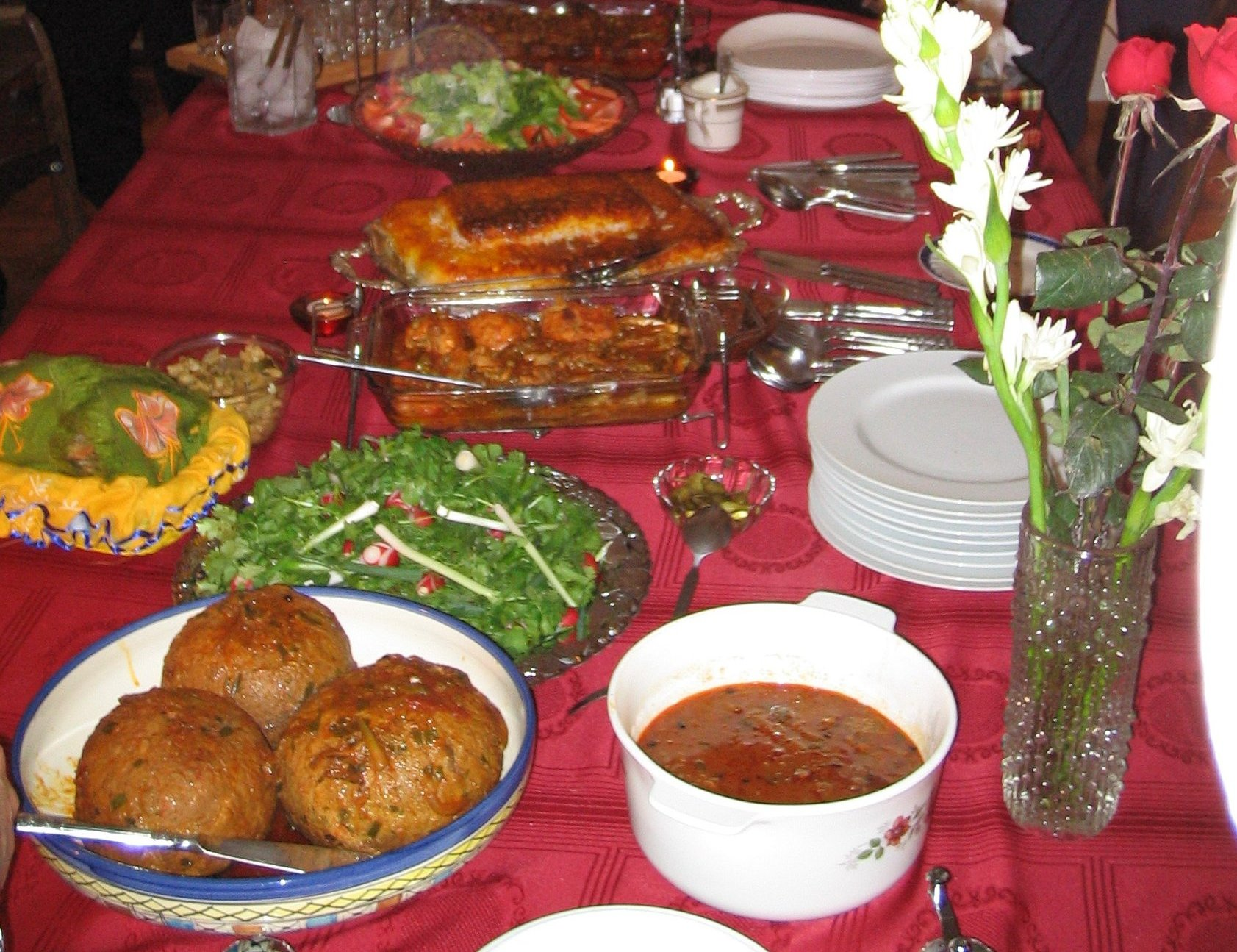
Une table d'Azéris iraniens typique, avec un koufteh tabrizi.

Le tahchin est une façon particulière de préparer le riz, à l'origine chez les Azéris. Dans ce cas, le plat est préparé au four avec un mélange de yaourt et d'épices. Ce plat a été repris par tous les Iraniens.
Le koufteh tabrizi est un plat traditionnel azéri. Il se présente sous forme d'une grosse sphère de viande hachée remplie d'épices et de fines herbes ; elle comporte un œuf dur en son milieu et d'autres éléments ajoutés, comme des prunes par exemple.

## Variétés dekabab
- Kabab barg : brochette de filet d'agneau.
- Kabab koubideh : brochettes de viande hachée.
- Chachlyk : brochettes de côtelettes d'agneau.
- Djoudjeh kabab : brochettes de poulet marinées au safran et au jus de citron.

### Plats raffinés
Ces plats sont des plats de fête qui ne sont pas consommés par toutes les couches de la population, ni pour toutes les occasions :
- Le tahtchine est un plat azéri le plus fréquemment composé de poulet (ou d'autres viandes) et d'épices, dont la consistance est rendue unique par un ajout de yaourt et le saupoudrage facultatif de minuscules baies rouge sang appelées zereshk (ce sont les baies d'épine-vinette rarement vues en Occident). Le plat est cuit au four et donne une impression de grand cake doré.
- L'albalou polow est un plat composé de riz, de poulet et de griottes mélangés ; c'est le jus très coloré de ces cerises qui donne une couleur rose pâle au riz ainsi qu'un goût sucré.
- Le fessendjan est un ragoût de volaille, de noix et de jus de grenade.
- Le shirine polo est un plat à base de riz (voir polow plus haut), dont le goût est sucré. Le riz est agrémenté de carottes, zestes d'oranges, raisins secs, amandes et épices.

## Restauration rapide, nourriture importée et adaptée
Les plats populaires pour se nourrir rapidement en Iran sont le tchelow kabab (littéralement « riz et kabab »), le djoudjeh kabab (le même avec du poulet grillé), nan-e kabab (littéralement « pain et kabab »), les sandwiches au kabab et quelques autres plats dérivés de plats cuits lentement. Une préférence croissante née parmi la jeune génération pour la cuisine de style américain a conduit à l'établissement de nombreux restaurants de pizza, steak, hamburger et poulet frit, mais la nourriture occidentale est parfois servie avec des accompagnements comme ceux décrits plus haut, et est souvent préparée différemment (la différence est plus notable pour la pizza). Les cuisines chinoises et japonaises sont également devenues populaires ces dernières années, principalement à Téhéran. Des restaurants indiens, italiens et méditerranéens peuvent aussi être rencontrés.

## Petit déjeuner (sobhaneh)
Le petit déjeuner basique traditionnel iranien consiste en une variété de pains plats (noun-e sangak, lavash et autres), du beurre, du fromage (panir), parfois agrémenté de crème épaisse, sarshir (souvent légèrement sucrée) et de plusieurs confitures de fruits. Cependant d'autres petits déjeuners traditionnels populaires (qui demandent bien plus de préparation) incluent le halim (un plat à base de blé avec des petits morceaux de mouton), asheh mohshalah (une soupe épaisse), du kaleh patcheh (une soupe de tête et de pieds de mouton) ou encore d'autres plats. Ces derniers petits déjeuners sont des spécialités régionales, et beaucoup de villes en Iran possèdent leur propre version de ces plats. Le asheh mohshalah et le halim sont préparés la nuit précédente pour être servi le matin suivant, et le halim est habituellement servi seulement à certaines périodes de l'année (les restaurants dont c'est la spécialité ne sont ouverts qu'à ces périodes), sauf dans le sud de l'Iran, où le halim est toujours présent. Le kaleh patcheh est servi de 3 heures du matin jusqu'à peu après le lever du soleil, et les restaurants dont c'est la spécialité ne servent que ce plat, et ne sont ouverts qu'à ces heures-là.

## Déjeuner et dîner (nahar va shâm)
La cuisine traditionnelle persane est faite par étapes et nécessite des heures de préparation et d'attention. Le résultat est un mélange équilibré de fines herbes, de viande, de légumes, de produits laitiers et de grains. Les accompagnements dans la cuisine iranienne qui sont traditionnellement mangés à chaque repas incluent le riz, plusieurs fines herbes (menthe, basilic, ciboulette, persil), panir (fromage de type feta à base de lait de brebis ou de vache), plusieurs sortes de pains plats et de la viande (souvent bœuf, agneau, mouton ou encore poisson). Un ragoût et du riz sont de loin le plat le plus populaire, et la constitution de ce plat varie selon la région. Le thé (tchaï) est la boisson de choix pour quasiment toute occasion, et est habituellement servi avec des fruits, des pâtisseries ou des bonbons.
On peut trouver du thé en préparation à n'importe quel moment de la journée dans toutes les maisons iraniennes. Le dough, une boisson à base de yaourt est aussi très populaire. Une des plus vieilles recettes uniques au monde est le khoresht-e fessendjan, un ragoût de viande dans une riche sauce à base de noix et de grenades donnant une couleur brune particulière, le plus souvent servi avec du riz blanc.

## Cuisine persane en Occident
Une des raisons pour lesquelles la cuisine iranienne n'est pas très connue en Occident est qu'elle est souvent confondue avec la cuisine du Moyen-Orient, un terme beaucoup plus large et général, et cette confusion est perpétuée par les restaurants et les marchés procurant de l'authentique cuisine iranienne qui se présentent ainsi. De nombreux restaurants et épiceries iraniennes sont étiquetés moyen-orientaux, internationaux ou méditerranéens afin d'augmenter leur clientèle européenne. En réalité, la cuisine iranienne est une des plus riches et des plus vieilles cuisines du monde, et diffère grandement de ce qu'on peut trouver dans tout le Moyen-Orient. Bien que peu reconnue, la cuisine iranienne gagne en popularité dans les grandes villes multiculturelles, telles Los Angeles ou Londres qui ont une forte population iranienne.

## Boissons

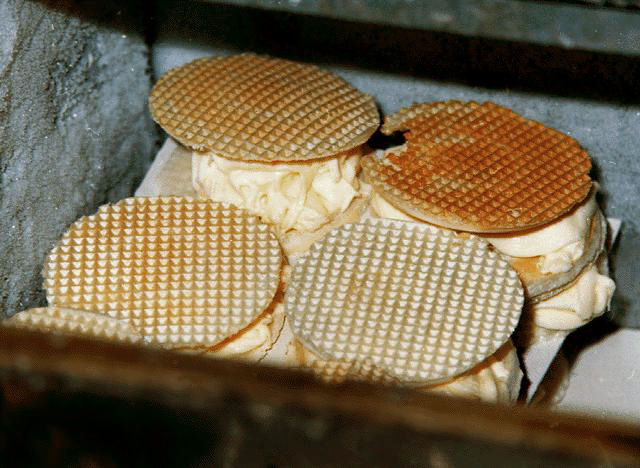
Quelques glaces préparées de manière traditionnelle pour conclure le repas de fête iranien.

La boisson traditionnelle pour accompagner les plats iraniens est appelée dough. Cependant, de nombreuses marques de soda locales comme Zam Zam Cola ou son concurrent Parsi Cola, sont largement consommés lors des repas. Coca-Cola et Pepsi Cola ont tous deux des usines possédant une licence de production et d'embouteillage à Mashhad, leurs produits n'étant pas sujets aux sanctions américaines contre l'Iran.
Les autres boissons d'intérêt sont plusieurs sortes de sharbat et khak shir. 

## Desserts
Pour le dessert, il y a une grande variété de choix, de la glace persane au faloudeh. La plupart des desserts iraniens est parfumée de l'eau de rose et garnie de pistaches, d'amandes ou de noix.
La glace traditionnelle persane est parfumée de safran et d'eau de rose, ou simplement de safran.
Le sholezard est un dessert typiquement iranien à base de riz safrané, d'eau de rose et de cannelle. Ferni (féréni) est aussi un dessert à base de farine de riz, de lait et d'eau de rose.

### Boissons alcoolisées
Bien que strictement interdites après la Révolution iranienne de 1979, les boissons alcoolisées peuvent être trouvées en Iran. La boisson la plus commune est appelée aragh-e sagi, qui est produit à la maison, la meilleure sorte étant disponible dans la province de Qazvin. La vodka est le deuxième alcool le plus disponible, dont la presque totalité est importée de Russie en contrebande. Quelques variétés domestiques de vodka sont produites clandestinement, mais sont difficiles à trouver et souvent coupées avec divers adultérants (essence ou solvants industriels). La bière (sans alcool uniquement) est la troisième boisson la plus courante dont la quasi-totalité est importée d'Europe du Nord via la Turquie. La bière locale existe mais uniquement en version sans alcool. D'autres alcools importés, comme le whisky, le gin et des vodkas d'excellente qualité de Pologne peuvent être trouvées dans quelques grandes villes, mais à un coût bien plus élevé et en tant que tels sont considérés comme des stupéfiants coûteux.
Le vin a été un élément majeur de la culture iranienne depuis l'Antiquité, et cette tradition a perduré malgré les restrictions gouvernementales. Les plus grandes régions productrices de vin en Iran sont Qazvin, Orumiyeh, Shiraz et dans une moindre mesure, la province d'Esfahan. Le vin rouge est la variété la plus courante et la plus populaire, le vin blanc étant aussi dominant au nord. Les producteurs de vin sont souvent, mais pas tout le temps, d'arménienne, puisque les minorités non-musulmanes sont autorisées à produire du vin (et d'autres boissons alcoolisées) pour leur propre usage. Bien qu'il soit illégal pour eux de vendre du vin à d'autres Iraniens (et aux visiteurs étrangers), la règle n'est généralement pas suivie et on peut trouver du vin partout où il est produit dans le pays. Les producteurs de vins arméniens d'Orumieh et d'Ispahan sont particulièrement connus pour leurs vins rouges pétillants et doux.

## Végétarisme en Iran
Le concept de végétarisme n'est pas commun en Iran, bien que de nombreux plats végétariens existent et qu'un intérêt croissant existe sur ce sujet depuis les années 1960, particulièrement parmi les jeunes. Les plats végétariens les plus populaires sont :
- kashk-e bademdjan
- koukou-e bademdjan
- koukou-e gol-e kalam
- koukou-e sabzi qui accompagne habituellement sabzi-polo ba mahi
- mirza ghassemi
- naz khatoun
- narguessi esfenadj
- borani esfenadj